# Andréi Yeriómenko
Andréi Ivánovich Yeriómenko (en ruso: Андрей Иванович Ерёменко; Márkivka, 14 de octubre de 1892 - Moscú, 19 de noviembre de 1970) fue un líder militar soviético durante y después de la Segunda Guerra Mundial, Mariscal de la Unión Soviética (1955), Héroe de la Unión Soviética (1944), Héroe de la República Socialista Checoslovaca (1970), candidato a miembro del Comité Central del PCUS (1956-1970).

## Inicios
Andréi Yeriómenko nació en Márkivka, en aquel entonces ubicada en la gobernatura general zarista de Járkov, actual provincia de Lugansk, Ucrania en una familia de campesinos. En 1902, a la edad de 10 años tuvo que abandonar la escuela rural (zemstvo) para ayudar a la familia a subsistir, y luego con la muerte de su padre a los 31 años, al volver este de la guerra ruso-japonesa, se tiene que hacer cargo de su madre y de sus cinco hermanos, trabajando como pastor y mozo de cuadra.
Contrae matrimonio a los 18 años, pero la vida familiar durará poco, ya que en 1913 será reclutado por el Ejército de la Rusia zarista.

### Primera Guerra Mundial
Actúa en el frente del sudoeste en la zona de Galicia (Europa central) con el grado de “Efréitor” (gefreiter en alemán; el rango más bajo al que un simple soldado puede ser ascendido, equivalente a soldado de 1.ª), encuadrado en la 168.ª Brigada de Mírgorod, dirigiendo un pelotón, siendo herido por una bala en el pecho. Luego combatiría contra los rumanos en una brigada de caballería en los Cárpatos, donde es nuevamente herido.

### Revolución Rusa y Guerra Civil
En la Revolución rusa de febrero es elegido para el comité del Regimiento. Con el triunfo de la Revolución Rusa de 1917 es desmovilizado, habiendo ya alcanzado el grado de suboficial, volviendo a su aldea de nacimiento.
Con la invasión alemana de Ucrania, organiza en Márkovka ya en primavera de 1918 una partida de guerrilleros que actuará con éxito contra el ejército del Káiser y contra los nacionalistas ucranianos de Petlyura desde la zona de Lugansk, siendo ya miembro del Comité Militar del Partido bolchevique. Esta partida será la base del ejército rojo en la zona, constituido a finales de 1918, e integrado en la famosa caballería de Semión Budionni. Combate como jefe de Brigada de la 14.ª división de caballería del 1.º ejército de caballería contra los invasores polacos y sus aliados ucranianos (Véase guerra polaco-soviética), Denikin en el sur y oeste de Ucrania, Wrangel en el frente del Cáucaso y del Don, y las bandas anarquistas del Ejército Negro de Néstor Majnó en el sur y este de Ucrania.
Termina la guerra en Polonia, donde recibe una grave herida en uno de los combates. Por su desempeño en la guerra, por su capacidad y valor, recibe primero la Orden de la Bandera Roja, y más tarde la Orden de Lenin. Decide permanecer en el ejército, y hacerse militar profesional.

### Formación Militar
Se gradúa en 1923 en la Escuela Superior de Caballería en Leningrado, y en 1925 se gradúa en los cursos de perfeccionamiento para el cuerpo de mando.

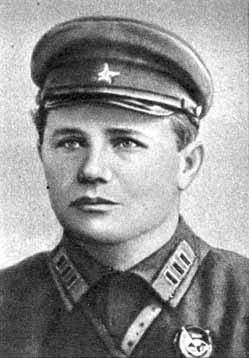
Andréi Yeriómenko en 1938

En diciembre de 1929 recibe el mando de la 55 brigada de la 14 división de caballería. En 1931 se gradúa en los cursos de mando unificado en la Academia Político Militar V.I.Lenin. Entre 1933 y 1935 estudia en la Escuela Militar de Frunze, donde se gradúa. En 1936 pasa a la enseñanza de cursos especiales de cuadros de mando en esta misma academia. Sobrevive a las purgas militares de la década de 1930.
En agosto de 1937 es destinado al mando del 6.º Cuerpo de caballería cosaca con la que participará dos años más tarde en la invasión soviética de Polonia, tal y como se había acordado en el Protocolo Adicional secreto del Pacto Mólotov-Ribbentrop firmado en 1939 entre la URSS y la Alemania nazi, aplastando con éxito la resistencia del ejército polaco en Grodno, tomada al asalto y Lituania (1940). La organización de la operación tuvo muchas fallas, aunque el objetivo fue logrado, por ejemplo, durante su avance dentro de Polonia, Yeriómenko tuvo que solicitar una entrega de combustible por vía aérea, para no detenerse.
En junio de 1940 toma el mando del 3.º Cuerpo de Ejército Mecanizado.
El 10 de diciembre de 1940 manda el ejército especial del Lejano Oriente, en el Distrito Militar de Transbaikal, puesto que desempeñaba cuando Alemania invadió a la Unión Soviética en junio de 1941.

## Segunda Guerra Mundial
Una semana después de la invasión, Yeriómenko fue llamado a Moscú, donde se le designó Comandante Activo del Frente Oeste Soviético, ya que dos días antes, su predecesor el teniente general Dmitri Pávlov había sido ejecutado acusado de incompetencia. Yeriómenko se encontró entonces con un Frente Oeste disperso, logrando reunir todas las fuerzas que pudo, Yeriómenko detuvo el avance alemán justo a las afueras de Smolensk. Durante la primera batalla de Smolensk, Yeriómenko fue herido. Debido a esto fue transferido al Frente de Briansk. En agosto, Yeriómenko recibió la orden de lanzar una contraofensiva en la región de Bryansk, a pesar de que las fuerzas alemanas eran superiores. Como era de esperarse, la ofensiva soviética fracasó. 

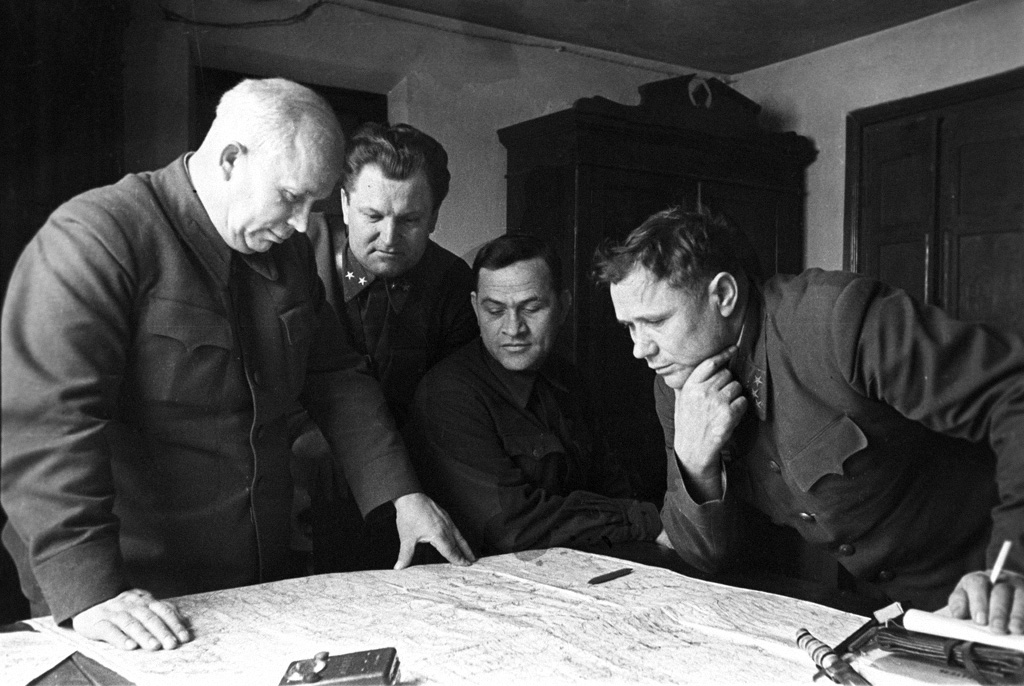
Andréi Yeriómenko en su cuartel general durante la Batalla de Stalingrado

En octubre, los alemanes se lanzaron contra Moscú en la llamada Operación Tifón. Las fuerzas de Yeriómenko tuvieron que retroceder, pero poco a poco fueron recuperando el terreno perdido. El 13 de octubre, Yeriómenko fue herido seriamente, por lo que pasó el resto del año en un hospital moscovita. En enero de 1942, Yeriómenko fue designado comandante del 4.º Ejército de Choque, que era parte del Frente Noroccidental. Durante la contraofensiva soviética de invierno, el 20 de enero, Yeriómenko fue herido de nuevo, cuando bombarderos alemanes atacaron a su cuartel general. Esta vez Yeriómenko rehusó ir a un hospital hasta que la situación de su frente no se estabilizara.
Luego fue transferido al Frente Suroriental, donde en agosto de 1942, lanzó varios contraataques durante la operación alemana Fall Blau, cuyo objetivo era capturar el Cáucaso. El 28 de septiembre, su frente fue renombrado Frente de Stalingrado. Durante la Operación Urano, las fuerzas de Yeriómenko ayudaron a rodear al 4.º Ejército Alemán, que sería destruido poco después. Después de que el general Erich von Manstein intentara liberar el cerco soviético de Stalingrado, Yeriómenko contraatacó y mantuvo el frente.
El 1 de enero de 1943, el Frente de Stalingrado fue renombrado Frente del Sur. En marzo de 1943, Yeriómenko fue transferido al Frente de Kalinin, que había permanecido relativamente inactivo desde septiembre de 1942, a su llegada Yeriómenko lanzó una pequeña pero exitosa ofensiva. En diciembre, Yeriómenko fue enviado de nuevo al sur, con el objetivo de liberar Crimea, junto con la ayuda del Cuarto Frente Ucraniano de Fiódor Tolbujin. En abril, Yeriómenko fue enviado al Segundo Frente Báltico. Durante el verano, su Frente logró liberar Riga, atrapando a lo que quedaba del Grupo de Ejércitos Norte en Curlandia. El 26 de marzo de 1945, Yeriómenko recibió el Cuarto Frente Ucraniano, que estaba posicionado en el este de Hungría. Yeriómenko se encargó de la captura del resto de Hungría y allanó el camino a Checoslovaquia. Sus fuerzas liberaron muchas ciudades importantes de Checoslovaquia, incluyendo Ostrava. Hoy en día, muchas calles de la República Checa llevan su nombre.
El 24 de junio de 1945, el Mariscal de la Unión Soviética Andréi Yeriómenko participó en el histórico Desfile de la Victoria de Moscú en la Plaza Roja, al frente de las unidades del Segundo Frente Báltico.

## Después de la guerra
Yeriómenko desempeñaría el cargo de comandante en jefe del Distrito Militar de los Cárpatos entre 1945 y 1946. Luego, entre 1946 y 1952 sería Comandante en Jefe del Distrito Militar de Siberia. Finalmente, entre 1953 y 1958 fue comandante en jefe del Distrito Militar del Norte del Cáucaso. El 11 de marzo de 1955, Yeriómenko recibió el título de Mariscal de la Unión Soviética. Luego, en 1958, fue designado inspector general de Ministerio de Defensa, un cargo que lo debía preparar para el retiro, que en efecto, se llevó a cabo ese mismo año.
Falleció en Moscú, el 19 de noviembre de 1970 y sus cenizas fueron enterradas en la Necrópolis de la Muralla del Kremlin de Moscú.

## Rangos militares
- Coronel (30-12-1935)
- Kombrig (17-02-1938)
- Komdiv (02-09-1939)
- Komkor (11-04-1939)
- Teniente General (06-04-1940)
- Coronel General (11-09-1941)
- General de Ejército (27-08-1943)
- Mariscal de la Unión Soviética (03-11-1955)

## Condecoraciones
Andréi Ivánovich Yeriómenko recibió las siguientes condecoraciones 
1. Estrella de Oro de Héroe de la Unión Soviética (Золотая Звезда Героя Советского Союза)
2. Orden de Lenin, cinco veces (Орденов Ленина)
3. Orden de Kutúzov de Primera Clase (Орден Кутузова 1-й степени)
4. Orden de la Revolución de Octubre (Орден Октябрьской Революции)
5. 4 Orden de la Bandera Roja, cuatro veces (Орден Красного Знамени)
6. 3 Orden de Suvórov, tres veces de Primera Clase (Орден Суворова 1-й степени)
7. Espada nominativa con el escudo de oro de la URSS (Именная шашка с золотым Гербом СССР)
8. Otras condecoraciones, incluyendo polacas y checoslovacas (Другие награды, в том числе польские и чехословацкиe)

## Obras
- Episodios Militares. Campañas del Primer Ejército de Caballería. (Боевые эпизоды. Походы Первой Конной армии). Rostov del Don, 1957;
- En dirección a Occidente (На западном направлении). Moscú 1959;
- Contra la falsificación de la historia de la Segunda Guerra Mundial (Против фальсификации истории второй мировой войны).Moscú 1960;
- Stalingrado. (Сталинград). Moscú 1961
- Al inicio de la guerra (В начале войны). Moscú 1965;
- Años de represalia 1943—1945 (Годы возмездия 1943-1945). Moscú 1969;
- Recuerdos de la guerra (Помни войну). Donetsk 1971.